# اشعیا

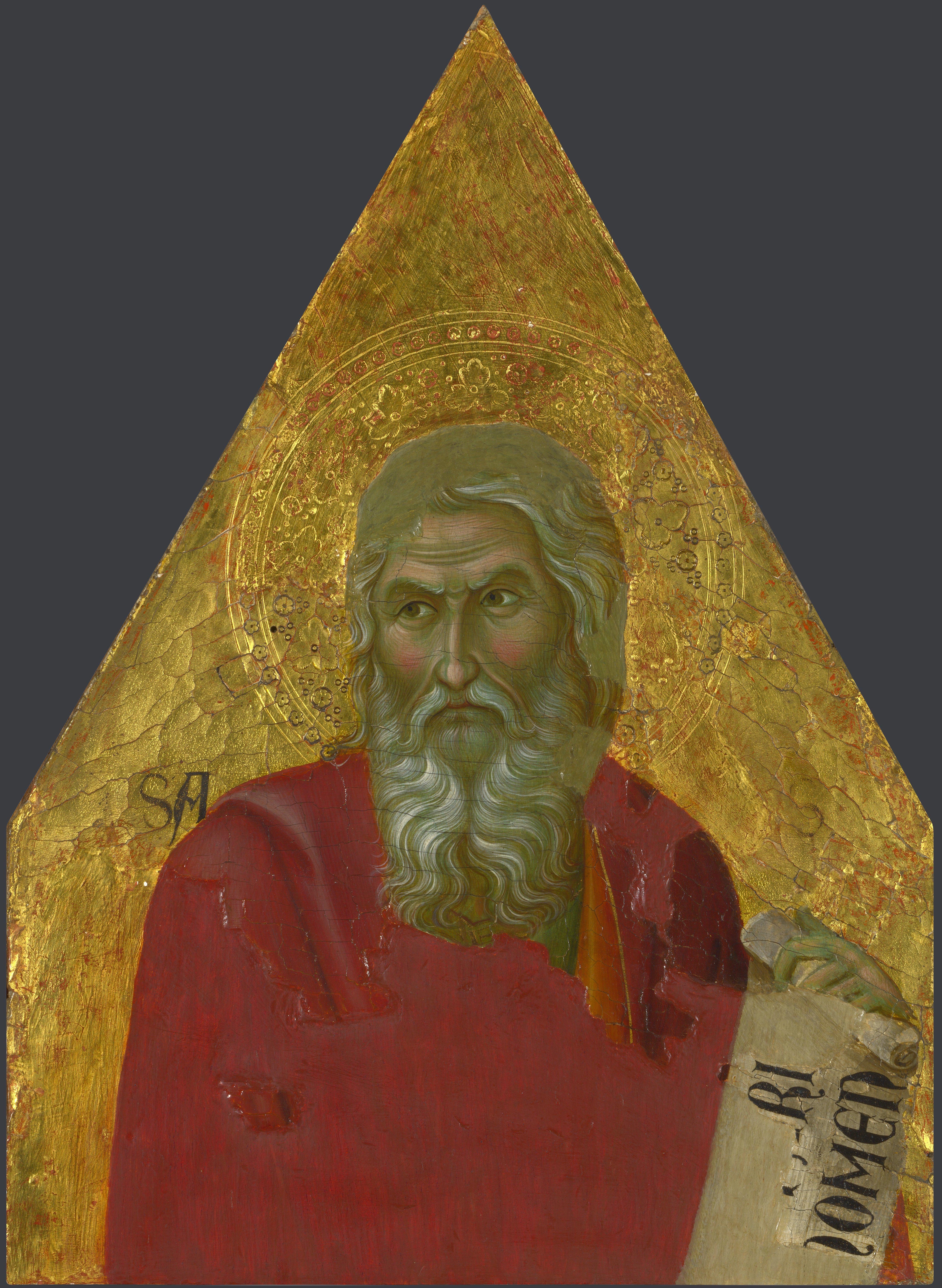
نگاره‌ای از اشعیای نبی

اِشَعیا (به عبری: יְשַׁעְיָהוּ، در یونانی: Ἠσαίας، در انگلیسی: Isaiah، در عربی: اشعیاء؛ به معنی «نجات خداوند»؛ تلفظ صحیح این نام در زبان عبری، و همچنین عربی، «یِشَع‌یاهو» است) از پیامبران عهد عتیق و نویسنده کتاب اشعیا است. اشعیا پسر آموص بود و در اورشلیم در نزدیکی هیکل سلیمان زندگی می‌کرد. او با زنی به نام نبیه (در عبری: נאביה) ازدواج کرد که به اعتقاد بعضی از مفسرین تورات، به مانند دبوره و هولده پیامبری داشته است. اشعیا دو پسر به نام‌های مَهیر شَلال حاش بَز و شاریاشوب داشت. اشعیا در زمان پادشاهی عزیا، ٱحاز و حزقیا، در یهودیه به مدت شصت و چهار سال پیامبری می‌کرده است. اولین دوره خدمت او در آخرین دوران فرمان‌روایی عزیا و در حدود ۷۴۰ قبل از میلاد بود. او تا سال چهاردهم سلطنت حزقیا مشاور روحانی او بود و در نزد وی مقامی به دست آورد؛ در این زمان او در مجامع عمومی شرکت کرد و در زمان منسی به حبس محکوم شد و از او شهادت خواستند. اشعیا تا سال ۶۸۱ قبل از میلاد، زیسته است.او به پیامبر بشارت و شاهزاده پیامبران عهد عتیق شهرت یافته است.

## زندگی‌نامه
آیه اول کتاب اشعیا بیان می‌کند که اشعیا در دوران سلطنت حزقیا، یوثام، آحاز، پادشاهی یهودا، زندگی می‌کرده است. سلطنت حزقیا در اواسط قرن هشتم پیش از میلاد حدود ۵۲ سال ادامه داشت و اشعیا باید چند سال قبل از مرگ حزقیا، احتمالاً در دهه ۷۴۰ پیش از میلاد، خدمت خود را آغاز کرده باشد. ممکن است اشعیا برای چند سال با مناسه هم‌دوره بوده باشد؛ بنابراین، اشعیا ممکن است به مدت ۶۴ سال پیامبری کرده باشد.
بر اساس برخی تفسیرهای مدرن، همسر اشعیا «نبیه» نامیده می‌شد، یا به این دلیل که او دارای هدیه نبوت بود، مانند دبوره و حلده، یا به سادگی به دلیل اینکه او «همسر پیامبر» بود. آنها دو پسر داشتند، که پسر بزرگتر را شآر-یاشوب نامیدند، به معنی «باقی‌مانده باز خواهد گشت»، و پسر کوچکتر را ماهر-شلال-هاش-باز، به معنی «سریع به غنیمت برنده، سریع تاراج کننده».

## کتاب اشعیاء
اشعیاء پیامبر، بر حسب نقل هاکس در قاموس مقدس به ترتیب ذیل از کتاب المقدس استفاده کرده:"به‌معنی نجات خداوند است. با عزیا، یوثام، احاز و حزقیا معاصر بوده و از انبیاء بزرگ بنی‌اسرائیل است. برخی از کتب تاریخی از جمله حیات عزیا تصنیف او است. وی با هوشیع، یوئیل و عاموص نبی نیز معاصر بوده است.
کتاب اشعیاء شامل نبوات و اشاراتی است که یک قسمت از آن‌ها نبوات اعلی و اشارات دقیق از آمدن مسیح است و از این رو او را به نبیّ انجیلی ملقب ساخته‌اند.
۲۹ باب از نبوات این کتاب شامل حوادث و وقایع متفرقه است. در برخی از آن‌ها به صلح کلی در زمان مسیح اشاره شده است و مابقی کتاب ایشان، اشاره به دو حادثه عظیم است. بعضی از نقّادین می‌گویند که فصول ۶۶–۴۰ دو قرن بعد از اشعیاء نوشته شده است. برخی از دانشمندان دلائلی آورده‌اند که آن‌ها نیز مانند سایر فصول کتاب توسط خود ایشان نگارش یافته است.